# 汤博陨击坑
汤博陨击坑（Tombaugh）是火星埃律西昂区的一座撞击坑，其中心坐标位于北纬3.5度、西经198.2度处，直径60.3公里（37.5英里）。该特征取名自冥王星的发现者美国天文学家克莱德·汤博（1906年－1997年），2006年被国际天文联合会行星系统命名工作组批准接受。

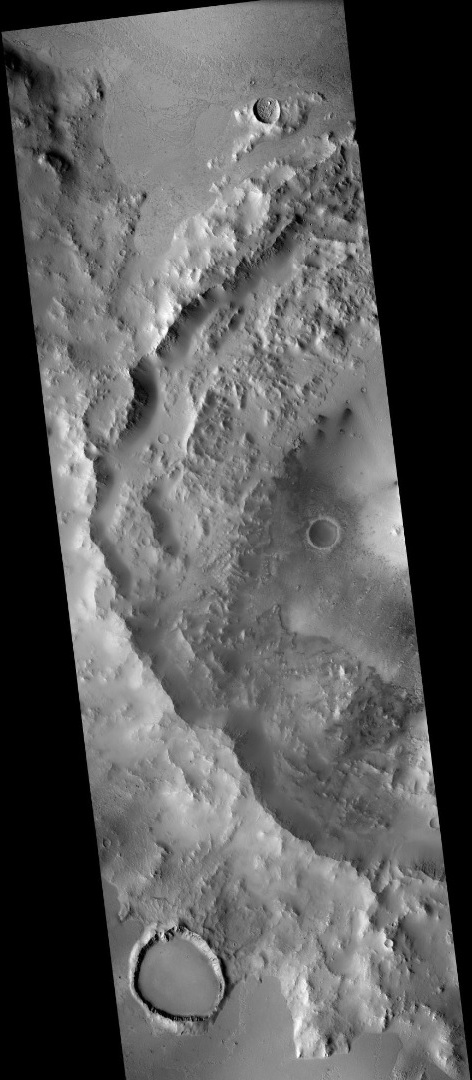
火星勘测轨道飞行器背景相机拍摄的汤博陨击坑西侧边缘。

## 另请查看
- 火星地理
- 撞击事件——火星撞击坑
- 火星撞击坑
- 火星冲沟
- 火星矿石资源
- 行星体系命名法